# کوه موروسی
کوه موروسی (به لاتین: Mount Moorosi) یک کوه در لسوتو است که در Quthing District, Lesotho واقع شده‌است.